# Ilija Nestorovski
Ilija Nestorovski (in macedone Илија Несторовски?; Prilep, 12 marzo 1990) è un calciatore macedone, attaccante del Slaven Belupo e della nazionale macedone.

## Caratteristiche tecniche
È un centravanti, di piede mancino, forte fisicamente e nel gioco aereo. Possiede delle ottime doti atletiche e acrobatiche nel segnare reti in acrobazia, ma anche nel realizzare gol da opportunista. Possiede inoltre una buona abilità nel calciare verso la porta con entrambi i piedi. Abile finalizzatore, è molto bravo anche negli spostamenti fuori dall'area.

## Carriera

### Club

#### Inizi
Macedone di fede cristiano-ortodossa, è cresciuto nelle giovanili del Pobeda, club della sua città natale. Qui viene aggregato in prima squadra nel 2006 all'età di 16 anni, dove resta per quattro anni segnando 39 gol in 96 gare di campionato. Nella sessione invernale del 2010 viene ceduto allo Slovácko, club di prima divisione ceca. Terminerà la stagione totalizzando 10 partite e 1 gol in una vittoria interna 3-1 contro lo Slavia Praga. La stagione seguente giocherà 18 partite segnando ancora un solo gol, prima di essere mandato in prestito al Viktoria Žižkov e al Metalurg Skopje.

#### Inter Zaprešić
Il 9 agosto 2013 viene ceduto prima in prestito e poi a titolo definitivo all'Inter Zaprešić. Nell'avventura croata ottiene maggior successo in quanto si laureerà capocannoniere del campionato per ben tre volte di fila: due volte nella Druga HNL, serie cadetta del campionato croato, con 20 e 24 gol, contribuendo alla promozione della sua squadra, e successivamente nella massima serie, la Prva HNL, con 25 gol.

#### Palermo
Il 6 gennaio 2016 viene annunciato il suo ingaggio da parte del Palermo, pur restando in Croazia fino al termine della stagione, in quanto la società rosanero non poteva tesserare un giocatore extracomunitario in quel momento. Il suo acquisto viene ufficializzato soltanto il 3 agosto dello stesso anno, nonostante avesse già preso parte al ritiro della squadra siciliana a Bad Kleinkirchheim. Il suo debutto con la maglia dei siciliani avviene nove giorni più tardi, nella partita di Coppa Italia Palermo-Bari (1-0 dts), nella quale parte titolare, mentre esordisce in Serie A il 21 agosto seguente nella gara Palermo-Sassuolo (0-1), subentrando a Norbert Balogh nel secondo tempo. Il 18 settembre realizza il suo primo gol in Serie A, nella partita pareggiata contro il Crotone per 1-1. Si ripete poi tre giorni più tardi nel turno infrasettimanale a Bergamo contro l'Atalanta, segnando all'89' il gol che regala ai rosanero la prima vittoria in campionato.
Nonostante la stagione negativa della squadra, Nestorovski spicca il volo ed è protagonista di un'annata molto positiva, andando a segno 7 volte in 10 partite. A dispetto del penultimo posto nella classifica finale e la conseguente retrocessione del club in Serie B, chiude la prima stagione di Serie A con il Palermo come capocannoniere e miglior marcatore dei siciliani con 11 reti, decidendo involontariamente con un suo gol la salvezza del Football Club Crotone ai danni dell'Empoli Football Club. Nonostante le offerte proposte da altre squadre di A, tra cui Fiorentina e Torino, decide di voler rimanere con i rosanero e diventa capitano dei siciliani nell'annata successiva tra i cadetti. Segna la prima rete stagionale all’esordio in campionato contro lo Spezia. Realizza le prime doppiette in maglia rosanero contro Pro Vercelli, Carpi e Virtus Entella (tutte partite vinte dalla sua squadra). Nonostante una stagione da 13 reti in 28 gare, nei play-off non va a segno in nessuno delle 3 gare dei rosanero usciti sconfitti nella finale contro il Frosinone.
L'anno successivo gioca 26 partite e segna 14 reti che aiutano i siciliani ad arrivare terzi, salvo poi venire esclusi dai play-off per illeciti amministrativi verificatisi negli anni precedenti del Palermo: la squadra prima viene retrocessa a tavolino all’ultimo posto, poi viene “trasportata” all’undicesimo posto in classifica. Abbastanza clamorosamente, in seguito, a inizio estate il Palermo viene originariamente escluso dai campionati professionistici per delle inadempienze finanziarie, causate dalla nuova proprietà “Arkus Network”, alle quali seguono lo svincolamento del giocatore così come avviene per tutti i suoi compagni di squadra e, nell’ottobre 2019, il definitivo fallimento del club.
Dal 2019 è in decima posizione nella classifica dei migliori marcatori di sempre nella storia del Palermo.

#### Udinese
Rimasto svincolato a seguito del fallimento del Palermo, il 26 luglio 2019 viene acquistato a parametro zero dall'Udinese, con cui firma un contratto triennale. L'esordio avviene il 18 agosto nel terzo turno di Coppa Italia contro il Südtirol. Il 24 novembre segna il suo primo gol con i friulani, quello del provvisorio vantaggio nella sconfitta in trasferta per 2-1 contro la Sampdoria. Nell'aprile 2021 durante un allenamento, si procura la rottura completa del legamento crociato anteriore del ginocchio sinistro, costringendolo ad uno stop forzato di almeno sei mesi e a saltare con la propria nazionale il campionato europeo.

#### Ascoli
Il 29 agosto 2023 viene acquistato dall'Ascoli. Esordisce subito il 2 settembre successivo subentrando a Pablo Rodriguez nella trasferta in casa del Südtirol. Il 7 ottobre segna il suo primo gol, realizzando il gol del momentaneo vantaggio contro la Sampdoria, partita poi finita sull'1-1.

### Nazionale
Ha militato nella Macedonia U-19 e nella Macedonia U-21 e ha giocato tutte le sei partite del campionato europeo Under-21 del 2013 al quale ha preso parte la sua nazionale. Il 9 ottobre 2015 ha fatto il suo debutto nella nazionale maggiore contro l'Ucraina in una gara valevole per le qualificazioni ad Euro 2016. Il 29 maggio 2016 ha segnato la sua prima rete in nazionale, nella vittoria in amichevole per 3-1 contro l'Azerbaigian. Il 9 ottobre 2016 è grande protagonista nella partita di qualificazione ai Mondiali 2018 giocata contro l'Italia colpendo una traversa, segnando il gol del pareggio e poi fornendo l'assist per il gol del momentaneo 2-1, prima di uscire per infortunio. La partita finirà poi 2-3 per gli azzurri. Dopo la partita la UEFA lo celebra per essere riuscito a segnare 5 goal nelle ultime cinque partite in cui è partito dal primo minuto: 3 con il Palermo e 2 con la Macedonia.
Il 28 marzo 2021 viene espulso dal ritiro della nazionale dopo avere rivolto degli insulti mentre ripreso dalle telecamere subito dopo avere realizzato il rigore del definitivo 5-0 contro il Liechtenstein. A fine partita ha dichiarato che le sue parole erano rivolte a delle persone che lo avevano minacciato di morte.

## Statistiche

### Presenze e reti nei club
Statistiche aggiornate al 10 maggio 2024.
| Stagione              | Squadra               | Campionato            | Campionato | Campionato | Coppe nazionali | Coppe nazionali | Coppe nazionali | Coppe continentali | Coppe continentali | Coppe continentali | Altre coppe | Altre coppe | Altre coppe | Totale | Totale |
| Stagione              | Squadra               | Comp                  | Pres       | Reti       | Comp            | Pres            | Reti            | Comp               | Pres               | Reti               | Comp        | Pres        | Reti        | Pres   | Reti   |
| --------------------- | --------------------- | --------------------- | ---------- | ---------- | --------------- | --------------- | --------------- | ------------------ | ------------------ | ------------------ | ----------- | ----------- | ----------- | ------ | ------ |
| 2006-2007             | Pobeda                | PL                    | 21         | 8          | CM              | 0               | 0               | -                  | -                  | -                  | -           | -           | -           | 21     | 8      |
| 2007-2008             | Pobeda                | PL                    | 22         | 9          | CM              | 0               | 0               | -                  | -                  | -                  | -           | -           | -           | 22     | 9      |
| 2008-2009             | Pobeda                | PL                    | 11         | 6          | CM              | 0               | 0               | -                  | -                  | -                  | -           | -           | -           | 11     | 6      |
| 2009-2010             | Pobeda                | PL                    | 27         | 6          | CM              | 0               | 0               | -                  | -                  | -                  | -           | -           | -           | 27     | 6      |
| 2009-feb. 2010        | Pobeda                | PL                    | 15         | 10         | CM              | 0               | 0               | -                  | -                  | -                  | -           | -           | -           | 15     | 10     |
| Totale Pobeda         | Totale Pobeda         | Totale Pobeda         | 96         | 39         |                 | 0               | 0               |                    | -                  | -                  |             | -           | -           | 96     | 39     |
| mar.-giu. 2010        | Slovácko              | 1L                    | 11         | 1          | CR              | 0               | 0               | -                  | -                  | -                  | -           | -           | -           | 11     | 1      |
| 2010-2011             | Slovácko              | 1L                    | 17         | 1          | CR              | 1               | 0               | -                  | -                  | -                  | -           | -           | -           | 18     | 1      |
| Totale Slovácko       | Totale Slovácko       | Totale Slovácko       | 28         | 2          |                 | 1               | 0               |                    | -                  | -                  |             | -           | -           | 29     | 2      |
| 2011-gen. 2012        | Viktoria Zizkov       | 1L                    | 13         | 1          | CR              | 2               | 0               | -                  | -                  | -                  | -           | -           | -           | 15     | 1      |
| gen.-giu. 2012        | Metalurg              | PL                    | 14         | 1          | CM              | 0               | 0               | -                  | -                  | -                  | -           | -           | -           | 14     | 1      |
| 2012-2013             | Metalurg              | PL                    | 6          | 0          | CM              | 2               | 2               | UEL                | 4                  | 1                  | -           | -           | -           | 12     | 3      |
| Totale Metalurg       | Totale Metalurg       | Totale Metalurg       | 20         | 1          |                 | 2               | 2               |                    | 4                  | 1                  |             | -           | -           | 26     | 4      |
| 2013-2014             | Inter Zaprešić        | 2. HNL                | 30         | 20         | CC              | 4               | 2               | -                  | -                  | -                  | -           | -           | -           | 34     | 22     |
| 2014-2015             | Inter Zaprešić        | 2. HNL                | 27         | 24         | CC              | 0               | 0               | -                  | -                  | -                  | -           | -           | -           | 27     | 24     |
| 2015-2016             | Inter Zaprešić        | 1. HNL                | 33         | 25         | CC              | 2               | 0               | -                  | -                  | -                  | -           | -           | -           | 35     | 25     |
| Totale Inter Zaprešić | Totale Inter Zaprešić | Totale Inter Zaprešić | 90         | 69         |                 | 6               | 2               |                    | -                  | -                  |             | -           | -           | 96     | 71     |
| 2016-2017             | Palermo               | A                     | 37         | 11         | CI              | 1               | 0               | -                  | -                  | -                  | -           | -           | -           | 38     | 11     |
| 2017-2018             | Palermo               | B                     | 28+3       | 13+0       | CI              | 2               | 0               | -                  | -                  | -                  | -           | -           | -           | 33     | 13     |
| 2018-2019             | Palermo               | B                     | 26         | 14         | CI              | 2               | 1               | -                  | -                  | -                  | -           | -           | -           | 27     | 15     |
| Totale Palermo        | Totale Palermo        | Totale Palermo        | 91+3       | 38         |                 | 5               | 1               |                    | -                  | -                  |             | -           | -           | 99     | 39     |
| 2019-2020             | Udinese               | A                     | 28         | 3          | CI              | 2               | 0               | -                  | -                  | -                  | -           | -           | -           | 30     | 3      |
| 2020-2021             | Udinese               | A                     | 22         | 2          | CI              | 1               | 0               | -                  | -                  | -                  | -           | -           | -           | 23     | 2      |
| 2021-2022             | Udinese               | A                     | 7          | 1          | CI              | 2               | 0               | -                  | -                  | -                  | -           | -           | -           | 9      | 1      |
| 2022-2023             | Udinese               | A                     | 21         | 2          | CI              | 2               | 0               | -                  | -                  | -                  | -           | -           | -           | 23     | 2      |
| Totale Udinese        | Totale Udinese        | Totale Udinese        | 78         | 8          |                 | 7               | 0               |                    | -                  | -                  |             | -           | -           | 85     | 8      |
| 2023-2024             | Ascoli                | B                     | 20         | 2          | CI              | 0               | 0               | -                  | -                  | -                  | -           | -           | -           | 20     | 2      |
| Totale carriera       | Totale carriera       | Totale carriera       | 439        | 160        |                 | 23              | 5               |                    | 4                  | 1                  |             | -           | -           | 466    | 166    |

### Cronologia presenze e reti in nazionale
| Cronologia completa delle presenze e delle reti in nazionale ― Macedonia | Cronologia completa delle presenze e delle reti in nazionale ― Macedonia | Cronologia completa delle presenze e delle reti in nazionale ― Macedonia | Cronologia completa delle presenze e delle reti in nazionale ― Macedonia | Cronologia completa delle presenze e delle reti in nazionale ― Macedonia | Cronologia completa delle presenze e delle reti in nazionale ― Macedonia | Cronologia completa delle presenze e delle reti in nazionale ― Macedonia | Cronologia completa delle presenze e delle reti in nazionale ― Macedonia |
| Data                                                                     | Città                                                                    | In casa                                                                  | Risultato                                                                | Ospiti                                                                   | Competizione                                                             | Reti                                                                     | Note                                                                     |
| ------------------------------------------------------------------------ | ------------------------------------------------------------------------ | ------------------------------------------------------------------------ | ------------------------------------------------------------------------ | ------------------------------------------------------------------------ | ------------------------------------------------------------------------ | ------------------------------------------------------------------------ | ------------------------------------------------------------------------ |
| 9-10-2015                                                                | Skopje                                                                   | Macedonia                                                                | 0 – 2                                                                    | Ucraina                                                                  | Qual. Euro 2016                                                          | -                                                                        | 79’                                                                      |
| 12-10-2015                                                               | Barysaŭ                                                                  | Bielorussia                                                              | 0 – 0                                                                    | Macedonia                                                                | Qual. Euro 2016                                                          | -                                                                        | 86’                                                                      |
| 12-11-2015                                                               | Skopje                                                                   | Macedonia                                                                | 4 – 1                                                                    | Montenegro                                                               | Amichevole                                                               | -                                                                        | 58’                                                                      |
| 17-11-2015                                                               | Skopje                                                                   | Macedonia                                                                | 0 – 1                                                                    | Libano                                                                   | Amichevole                                                               | -                                                                        | 46’                                                                      |
| 23-3-2016                                                                | Capodistria                                                              | Slovenia                                                                 | 1 – 0                                                                    | Macedonia                                                                | Amichevole                                                               | -                                                                        | 46’                                                                      |
| 29-3-2016                                                                | Skopje                                                                   | Macedonia                                                                | 0 – 2                                                                    | Bulgaria                                                                 | Amichevole                                                               | -                                                                        | 76’ 80’                                                                  |
| 29-5-2016                                                                | Bad Erlach                                                               | Macedonia                                                                | 3 – 1                                                                    | Azerbaigian                                                              | Amichevole                                                               | 1                                                                        | 73’                                                                      |
| 2-6-2016                                                                 | Skopje                                                                   | Macedonia                                                                | 1 – 3                                                                    | Iran                                                                     | Amichevole                                                               | -                                                                        | 62’                                                                      |
| 6-10-2016                                                                | Skopje                                                                   | Macedonia                                                                | 1 – 2                                                                    | Israele                                                                  | Qual. Mondiali 2018                                                      | 1                                                                        |                                                                          |
| 9-10-2016                                                                | Skopje                                                                   | Macedonia                                                                | 2 – 3                                                                    | Italia                                                                   | Qual. Mondiali 2018                                                      | 1                                                                        | 68’                                                                      |
| 12-11-2016                                                               | Granada                                                                  | Spagna                                                                   | 4 – 0                                                                    | Macedonia                                                                | Qual. Mondiali 2018                                                      | -                                                                        | 82’                                                                      |
| 24-3-2017                                                                | Vaduz                                                                    | Liechtenstein                                                            | 0 – 3                                                                    | Macedonia                                                                | Qual. Mondiali 2018                                                      | 2                                                                        |                                                                          |
| 28-3-2017                                                                | Skopje                                                                   | Macedonia                                                                | 3 – 0                                                                    | Bielorussia                                                              | Amichevole                                                               | -                                                                        | 79’                                                                      |
| 5-6-2017                                                                 | Skopje                                                                   | Macedonia                                                                | 0 – 0                                                                    | Turchia                                                                  | Amichevole                                                               | -                                                                        | 81’                                                                      |
| 1-6-2017                                                                 | Skopje                                                                   | Macedonia                                                                | 1 – 2                                                                    | Spagna                                                                   | Qual. Mondiali 2018                                                      | -                                                                        |                                                                          |
| 2-9-2017                                                                 | Haifa                                                                    | Israele                                                                  | 0 – 1                                                                    | Macedonia                                                                | Qual. Mondiali 2018                                                      | -                                                                        | 86’                                                                      |
| 5-9-2017                                                                 | Strumica                                                                 | Macedonia                                                                | 1 – 1                                                                    | Albania                                                                  | Qual. Mondiali 2018                                                      | -                                                                        |                                                                          |
| 6-10-2017                                                                | Torino                                                                   | Italia                                                                   | 1 – 1                                                                    | Macedonia                                                                | Qual. Mondiali 2018                                                      | -                                                                        |                                                                          |
| 9-10-2017                                                                | Strumica                                                                 | Macedonia                                                                | 4 – 0                                                                    | Liechtenstein                                                            | Qual. Mondiali 2018                                                      | -                                                                        |                                                                          |
| 23-3-2018                                                                | Adalia                                                                   | Finlandia                                                                | 0 – 0                                                                    | Macedonia                                                                | Amichevole                                                               | -                                                                        | 79’                                                                      |
| 27-3-2018                                                                | Adalia                                                                   | Azerbaigian                                                              | 1 – 1                                                                    | Macedonia                                                                | Amichevole                                                               | -                                                                        | 60’                                                                      |
| 6-9-2018                                                                 | Gibilterra                                                               | Gibilterra                                                               | 0 – 2                                                                    | Macedonia                                                                | UEFA Nations League 2018-2019 - 1º turno                                 | -                                                                        | 46’                                                                      |
| 9-9-2018                                                                 | Skopje                                                                   | Macedonia                                                                | 2 – 0                                                                    | Armenia                                                                  | UEFA Nations League 2018-2019 - 1º turno                                 | -                                                                        | 69’                                                                      |
| 13-10-2018                                                               | Skopje                                                                   | Macedonia                                                                | 4 – 1                                                                    | Liechtenstein                                                            | UEFA Nations League 2018-2019 - 1º turno                                 | -                                                                        | 83’                                                                      |
| 16-10-2018                                                               | Erevan                                                                   | Armenia                                                                  | 4 – 0                                                                    | Macedonia                                                                | UEFA Nations League 2018-2019 - 1º turno                                 | -                                                                        | 64’ 88’                                                                  |
| 16-11-2018                                                               | Vaduz                                                                    | Liechtenstein                                                            | 0 – 2                                                                    | Macedonia                                                                | UEFA Nations League 2018-2019 - 1º turno                                 | 1                                                                        |                                                                          |
| 19-11-2018                                                               | Skopje                                                                   | Macedonia                                                                | 4 – 0                                                                    | Gibilterra                                                               | UEFA Nations League 2018-2019 - 1º turno                                 | 2                                                                        | 82’                                                                      |
| 21-3-2019                                                                | Skopje                                                                   | Macedonia del Nord                                                       | 3 – 1                                                                    | Lettonia                                                                 | Qual. Euro 2020                                                          | -                                                                        |                                                                          |
| 24-3-2019                                                                | Lubiana                                                                  | Slovenia                                                                 | 1 – 1                                                                    | Macedonia del Nord                                                       | Qual. Euro 2020                                                          | -                                                                        | 18’ 88’                                                                  |
| 7-6-2019                                                                 | Skopje                                                                   | Macedonia del Nord                                                       | 0 – 1                                                                    | Polonia                                                                  | Qual. Euro 2020                                                          | -                                                                        | 87’                                                                      |
| 10-6-2019                                                                | Skopje                                                                   | Macedonia del Nord                                                       | 1 – 4                                                                    | Austria                                                                  | Qual. Euro 2020                                                          | -                                                                        | 56’                                                                      |
| 5-9-2019                                                                 | Be'er Sheva                                                              | Israele                                                                  | 1 – 1                                                                    | Macedonia del Nord                                                       | Qual. Euro 2020                                                          | -                                                                        | cap. 69’                                                                 |
| 9-9-2019                                                                 | Rīga                                                                     | Lettonia                                                                 | 0 – 2                                                                    | Macedonia del Nord                                                       | Qual. Euro 2020                                                          | -                                                                        | 65’                                                                      |
| 10-10-2019                                                               | Skopje                                                                   | Macedonia del Nord                                                       | 2 – 1                                                                    | Slovenia                                                                 | Qual. Euro 2020                                                          | -                                                                        |                                                                          |
| 13-10-2019                                                               | Varsavia                                                                 | Polonia                                                                  | 2 – 0                                                                    | Macedonia del Nord                                                       | Qual. Euro 2020                                                          | -                                                                        | 34’ 74’                                                                  |
| 19-11-2019                                                               | Skopje                                                                   | Macedonia del Nord                                                       | 1 – 0                                                                    | Israele                                                                  | Qual. Euro 2020                                                          | -                                                                        | 60’                                                                      |
| 5-9-2020                                                                 | Skopje                                                                   | Macedonia del Nord                                                       | 2 – 1                                                                    | Armenia                                                                  | UEFA Nations League 2020-2021 - 1º turno                                 | 1                                                                        | 61’                                                                      |
| 8-9-2020                                                                 | Tbilisi                                                                  | Georgia                                                                  | 1 – 1                                                                    | Macedonia del Nord                                                       | UEFA Nations League 2020-2021 - 1º turno                                 | -                                                                        | 59’                                                                      |
| 8-10-2020                                                                | Skopje                                                                   | Macedonia del Nord                                                       | 2 – 1                                                                    | Kosovo                                                                   | Qual. Euro 2020                                                          | -                                                                        | 37’ 88’                                                                  |
| 11-10-2020                                                               | Tallinn                                                                  | Estonia                                                                  | 3 – 3                                                                    | Macedonia del Nord                                                       | UEFA Nations League 2020-2021 - 1º turno                                 | -                                                                        | 64’                                                                      |
| 14-10-2020                                                               | Skopje                                                                   | Macedonia del Nord                                                       | 1 – 1                                                                    | Georgia                                                                  | UEFA Nations League 2020-2021 - 1º turno                                 | -                                                                        | 71’                                                                      |
| 12-11-2020                                                               | Tbilisi                                                                  | Georgia                                                                  | 0 – 1                                                                    | Macedonia del Nord                                                       | Qual. Euro 2020                                                          | -                                                                        | 82’ 89’                                                                  |
| 15-11-2020                                                               | Skopje                                                                   | Macedonia del Nord                                                       | 2 – 1                                                                    | Estonia                                                                  | UEFA Nations League 2020-2021 - 1º turno                                 | -                                                                        | 78’                                                                      |
| 18-11-2020                                                               | Erevan                                                                   | Armenia                                                                  | 1 – 0                                                                    | Macedonia del Nord                                                       | UEFA Nations League 2020-2021 - 1º turno                                 | -                                                                        | 62’                                                                      |
| 25-3-2021                                                                | Bucarest                                                                 | Romania                                                                  | 3 – 2                                                                    | Macedonia del Nord                                                       | Qual. Mondiali 2022                                                      | -                                                                        | 54’                                                                      |
| 28-3-2021                                                                | Skopje                                                                   | Macedonia del Nord                                                       | 5 – 0                                                                    | Liechtenstein                                                            | Qual. Mondiali 2022                                                      | 1                                                                        | 58’                                                                      |
| 17-11-2022                                                               | Skopje                                                                   | Macedonia del Nord                                                       | 1 – 1                                                                    | Finlandia                                                                | Amichevole                                                               | -                                                                        | 59’                                                                      |
| 20-11-2022                                                               | Skopje                                                                   | Macedonia del Nord                                                       | 1 – 3                                                                    | Azerbaigian                                                              | Amichevole                                                               | -                                                                        | 56’                                                                      |
| 23-3-2023                                                                | Skopje                                                                   | Macedonia del Nord                                                       | 2 – 1                                                                    | Malta                                                                    | Qual. Euro 2024                                                          | -                                                                        | 58’                                                                      |
| 27-3-2023                                                                | Skopje                                                                   | Macedonia del Nord                                                       | 1 – 0                                                                    | Fær Øer                                                                  | Amichevole                                                               | -                                                                        | 54’                                                                      |
| 16-6-2023                                                                | Skopje                                                                   | Macedonia del Nord                                                       | 2 – 3                                                                    | Ucraina                                                                  | Qual. Euro 2024                                                          | -                                                                        | 65’                                                                      |
| 19-6-2023                                                                | Manchester                                                               | Inghilterra                                                              | 7 – 0                                                                    | Macedonia del Nord                                                       | Qual. Euro 2024                                                          | -                                                                        |                                                                          |
| Totale                                                                   |                                                                          | Presenze                                                                 | 52                                                                       |                                                                          | Reti (6º posto)                                                          | 10                                                                       |                                                                          |

## Palmarès

### Club
- Druga hrvatska nogometna liga: 1

Inter Zapresic: 2014-2015

### Individuale
- Capocannoniere della Druga hrvatska nogometna liga: 2

2013-2014 (20 gol), 2014-2015 (24 gol)
- Capocannoniere del campionato croato: 1

2015-2016 (25 gol)
- Calciatore macedone dell'anno: 1

2016